# Michel Cassin
Pas d'image ? Cliquez ici

a Compétitions nationales et continentales officielles uniquement.

b Matchs officiels uniquement.
Michel Cassin, né le 30 mars 1954 à Agmé est un joueur français de rugby à XIII. Il évolue au poste de pilier ou de talonneur.

## Biographie
Au cours de sa carrière, il joue sous les couleurs de Toulouse et Tonneins, et compte onze sélections en équipe de France avec laquelle il remporte un titre de Coupe d'Europe des nations en 1977.
Son fils, Jean-Emmanuel Cassin, est également joueur de rugby à XIII international français et de rugby à XV.

## Palmarès
- Collectif : 
  - Vainqueur de la Coupe d'Europe des nations : 1977 (France).

### Détails en sélection
| 1.  | 19 janvier 1975 | Angleterre       | 9-11  | Coupe d'Europe | talonneur | - | - | - | - |
| 2.  | 16 février 1975 | Pays de Galles   | 8-21  | Coupe d'Europe | Pilier    | - | - | - | - |
| 3.  | 15 juin 1975    | Nouvelle-Zélande | 0-27  | Coupe du monde | Pilier    | - | - | - | - |
| 4.  | 21 juin 1975    | Australie        | 6-26  | Coupe du monde | Pilier    | - | - | - | - |
| 5.  | 20 février 1977 | Pays de Galles   | 13-2  | Coupe d'Europe | Pilier    | - | - | - | - |
| 6.  | 20 mars 1977    | Angleterre       | 28-15 | Coupe d'Europe | Pilier    | - | - | - | - |
| 7.  | 5 juin 1977     | Grande-Bretagne  | 4-23  | Coupe du monde | Pilier    | - | - | - | - |
| 8.  | 11 juin 1977    | Australie        | 9-21  | Coupe du monde | Pilier    | - | - | - | - |
| 9.  | 19 juin 1975    | Nouvelle-Zélande | 20-28 | Coupe du monde | Pilier    | - | - | - | - |
| 10. | 15 janvier 1978 | Pays de Galles   | 7-19  | Coupe d'Europe | Pilier    | - | - | - | - |
| 11. | 5 mars 1978     | Angleterre       | 11-13 | Coupe d'Europe | Pilier    | - | - | - | - |